# 莫列瓦亞區
莫列瓦亞區（西班牙語：Distrito de Mollebaya），是秘魯的一個區，位於該國南部阿雷基帕大區的阿雷基帕省，始建於1952年5月27日，面積26.7平方公里，海拔高度2,483米，2005年人口978，人口密度每平方公里37人。